# لويس نونيز (منافس ألعاب قوى)
لويس نونيز (بالإنجليزية: Luis Núñez)‏ هو منافس ألعاب قوى دومينيكاوي، ولد في 11 أكتوبر 1964.